# Microsoft Bob
Microsoft Bob是一款由微软开发的软件产品，旨在为Windows 3.1x、Windows 95和Windows NT提供更友好的人机交互界面，并以此取代Windows程序管理器。该程序于1995年3月11日发布，1996年初被取消。Microsoft Bob的界面展示了一个“房屋”，其中的“房间”可以进入，并内含一些常见的物品，如放有笔和纸的桌子、支票簿和其他物品。这些物品与各个计算机程序对应，例如点击笔和纸会打开文字处理器。
一只名叫Rover的卡通小狗以及其他卡通人物会使用对话框为用户提供指引。
Microsoft Bob在发布后受到了媒体的批评，且未得到用户广泛认可，导致其被废止。在之后的微软产品中能看到相关的后继者，如虚拟助手的使用。Microsoft Bob中的角色Rover和Clippit（绰号“Clippy”的拟人回形针）分别作为搜索伴侣和数字助手，在Windows XP和Microsoft Office中出现。

## 历史
Microsoft Bob于1995年3月（Windows 95发布前）发布，尽管在这之前已经以代号“乌托邦”（Utopia）被广泛宣传。该设计基于斯坦福大学教授Clifford Nass和Byron Reeves的研究。产品的项目负责人是微软研究员Karen Fries，营销经理是比尔·盖茨的妻子梅琳达·盖茨。微软最初从波士顿地区的技术人员Bob Antia手中购买了域名bob.com，但后来又以其向Bob Kerstein交易windows2000.com域名。

## 应用
Bob包含各种办公套件程序，例如财务应用和文字处理器。其用户界面的设计初衷为简化电脑新手的导航体验。
类似于Jane等早期图形外壳，软件的主界面被描绘成一栋房子的内部，不同的房间对应常见的现实世界房间样式，如厨房和起居室。每个房间都包含装饰和家具，以及象征应用程序的图标。Bob提供完全自定义整个房子的选项，用户可以完全控制每个房间的装饰，添加、移除或移动所有物体，还可以在房屋中添加或删除房间，并更改每扇门的目的地。Bob还为房间设计和装饰提供了多个主题，如当代和后现代主义。
Bob内置的应用程序由对应的装饰表现，例如单击时钟将打开日历，单击笔和纸则打开文字处理器。用户还可以在计算机上添加应用的快捷方式，这些快捷方式会在各种样式的装饰（例如盒子和相框）中显示图标。
Bob还有安装新应用程序的功能，但由于产品的失败，其最终只发布了一个附加应用程序包Microsoft Great Greetings。
Bob发布于互联网开始流行的时期，它提供了一个电子邮件客户端，用户可以通过它订阅MCI Mail（一个拨号电子邮件帐户）。每月发送多达15封电子邮件的价格为5.00美元；每封电子邮件限制为5000个字符，达到限制后，每增加一封电子邮件将额外收取45美分。用户需要拨打免费电话来创建帐户。
Bob的一大特色是其中的“助手”，这些卡通人物用来指引用户访问虚拟房屋，并在主界面或内置应用程序中执行任务。

## Gateway 2000版本
1995年左右，Gateway 2000的电脑捆绑了一个Microsoft Bob版本。Gateway版中含有登录界面上的Gateway商标，以及零售版中没有的其他房间和背景。额外房间之一是阁楼，里面有一台Gateway 2000电脑的盒子。除了额外房间外，新房间中还默认出现了更多图标。

## 反响和遗产
尽管在消费电子展上的演示赢得普遍好评，在其发布前拿到软件副本的评论家们却普遍对其嗤之以鼻。Microsoft Bob是微软最明显的产品失败之一。《纽约时报》注意到这些角色很烦人，而且其中的家居设计显然是“审美有缺陷的六年级学生”的作品；其还批评了软件的硬件要求以及存储数据的文件格式选择，并得出结论认为它不像微软宣传的那样简明。《华盛顿邮报》称家里的环境“死气沉沉”“毫无生气”，角色的可爱也很快变淡，并批评了定制化和Windows组件访问方面的不足。根据PC Data的数据，其从发布到停产的实际销量仅为58,000份左右，远低于微软预计的与Microsoft Works和Encarta相当的百万销量。尽管在发布仅一年后就被取消，Microsoft Bob仍持续在评论和流行媒体中受到严厉批评。2017年，梅琳达·盖茨承认该软件“需要一台比当时大多数人所拥有的更加强大的电脑”。
Bob在个人电脑世界杂志的“有史以来最糟糕的25个技术产品”列表中排名第七，在CNET.com“十年来最糟糕的产品”排名第一，并在时代杂志发布的50项最糟糕的发明列表中名列前茅。时代杂志还称Bob“过于矫揉造作”，将其称为“围绕Clippy设计的操作系统”。微软的史蒂夫·鲍尔默还曾提到Bob，作为“我们认为我们没有成功，现在让我们停下来”形势的一个例子。 
微软员工Raymond Chen在一篇文章中写道，Bob的加密副本包含在Windows XP安装CD中，通过占用空间以防止盗版。在拨号连线时代向光盘添加额外的30MB，被认为会减慢使用56k调制解调器的用户非法下载软件的速度。2020年11月，退休的微软工程师David Plummer承认自己是将Microsoft Bob的加密副本放入Windows XP安装介质的人。安装程序会检查“Blob of Bob”，如果用户有“OEM blob”，则只能使用OEM产品密钥。科技记者Harry McCracken称这个故事是“一个令人愉快的都市传说”，并指出它与一个声称Bob隐藏在Windows Vista中的愚人节笑话有相似之处。
虚拟助手在Microsoft Bob的使用给予了Clippit启发。Clippit是一个绰号“Clippy”的回形针，Microsoft Office的默认Office助手。Bob的吉祥物Rover成为了Windows XP文件搜索功能的“搜索伴侣”。
微软平面设计师Vincent Connare注意到Rover的发言是以Times New Roman书写的。他觉得此字体似乎不适合卡通狗，故设计了字体Comic Sans。尽管由于其字母不适合任何印刷网格的技术原因，Connare的字体没有出现在Microsoft Bob的最终发布版本中，但其在微软的3D Movie Maker中首次亮相，后来作为Windows 95的附加字体出现。